# 6738 Tanabe
6738 Tanabe è un asteroide della fascia principale. Scoperto nel 1993, presenta un'orbita caratterizzata da un semiasse maggiore pari a 2,3389464 UA e da un'eccentricità di 0,1586670, inclinata di 0,47915° rispetto all'eclittica.